# Rochuskerk (Wenen)
De HH. Rochus en Sebastiaankerk, in de volksmond beter bekend onder de naam Rochuskerk (Rochuskirche) is een rooms-katholieke parochiekerk in Landstraße, het derde district van de Oostenrijkse hoofdstad Wenen.

## Geschiedenis

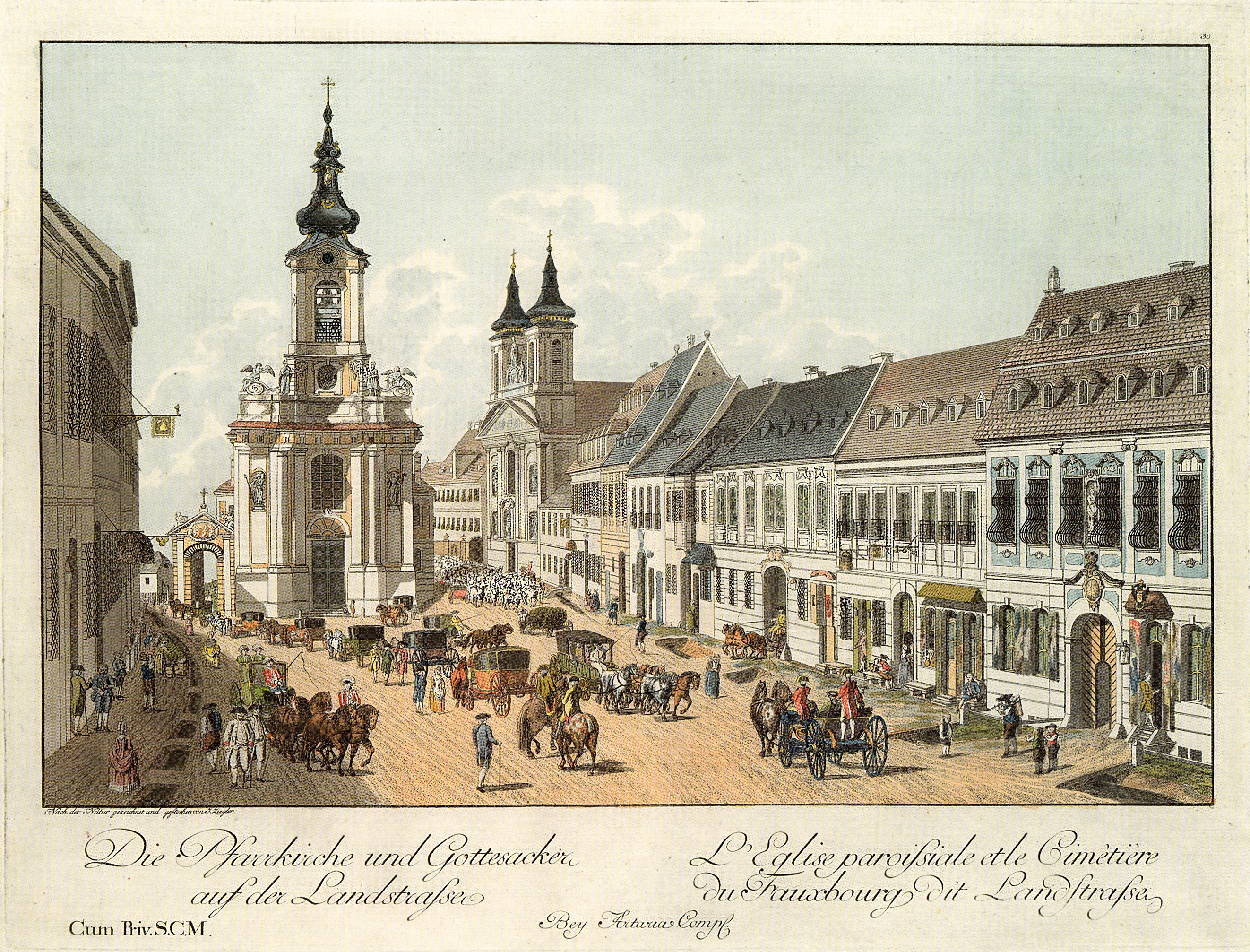
De Rochuskerk (rechts) en de in 1784 gesloopte Nicolaaskerk (rechts)

De kerk werd vanaf 1642 op de plaats van een vroegere kapel als kloosterkerk voor de onbeschoeide Augustijner heremieten gebouwd en tijdens de tweede Turkse belegering van Wenen in 1683 geheel verwoest.
In 1687 begon men met de bouw van een nieuwe kerk in barokke stijl. De gevel volgde in de periode 1718-1721. Sindsdien is er aan de kerk niet veel meer veranderd.
In 1783 werd de kloosterkerk in het kader van de secularisatie de parochiekerk van Landstraße. In het jaar daarop werd de toenmalige parochiekerk, de Nicolaaskerk, die bij de huidige Rochusmarkt stond, afgebroken. De oude kloostergebouwen dienden nog enige tijd als lazaret voor de Franse troepen en daarna, vanaf 1809, als onderkomen voor de krijgsgevangen Oostenrijkse soldaten. In 1812 volgde de afbraak. Twee vleugels van de voormalige kruisgang ten zuidoosten van de kerk bleven echter bewaard. Op het plein voor de Rochuskerk stond een indrukwekkende zuil met de Moeder Gods, die in 1789 eveneens werd afgebroken.
De Rochuskerk werd vanaf het jaar 2000 grondig gerenoveerd. De oude gele verfkleur werd toen vervangen door de kleuren wit en grijs. De parochie wordt sinds de jaren 1970 geleid door het oratorium van de heilige Filippus Neri.
Eind november 2006 haalde de parochie het landelijke nieuws, toen de kerk besloot het in de jaren 1960 geplaatste volksaltaar weer door het barokke hoogaltaar als celebratiealtaar te vervangen. Net als voorheen staan de priesters tijdens de viering van de eucharistie, net als de gelovigen, in de richting van het allerheiligste (wat men dan ook wel met de rug naar het volk noemt).

## Interieur
Het altaarschilderij van Maria met de heiligen Rochus, Sebastiaan en Rosalia in het door Leopold I in 1689 geschonken hoogaltaar werd gemaakt door Peter Strudel (1689). De rouwende, zieke en stervende mensen in het onderste deel van het schilderij herinneren aan de pestepidemie van 1679. De vier grote beelden stellen van links naar rechts de heersers keizer Hendrik II de Heilige, Leopold III van Oostenrijk, Wenceslaus de Heilige en Stefanus I van Hongarije voor.
De beide zijaltaren staan tegenover elkaar opgesteld in het transept. De altaren zijn in groene, roodbruine, okerkleurige en bruine kleurtonen gemarmerd. De beelden zijn van hout, wit geschilderd en deels verguld.
De kansel werd in de jaren 1691-1695 gebouwd. Het klankbord wordt bekroond met de vergulde tafels van de Tien Geboden, omgeven door wolken en een stralenkrans. Aan de rand van het klankbord bevinden zich de beelden van de drie goddelijke deugden (Geloof, Hoop en Liefde). De kelkvormige kuip is versierd met zeven gedraaide zuilen van groen marmer, waartussen in nissen vrouwelijke gestalten staan, die de gaven van de Heilige Geest symboliseren (Wijsheid, Inzicht, Raad, Sterkte, Vroomheid, Liefde, Eerbied voor God). Een van de beelden heeft een Janushoofd. Naar onderen toe wordt de kanselvoet door een vergulde druiventros versierd.
In de oude orgelkas van Johann Bohack uit 1799 werd in 1991 door de gebroeders Mayer een nieuw instrument gebouwd.

## Afbeeldingen

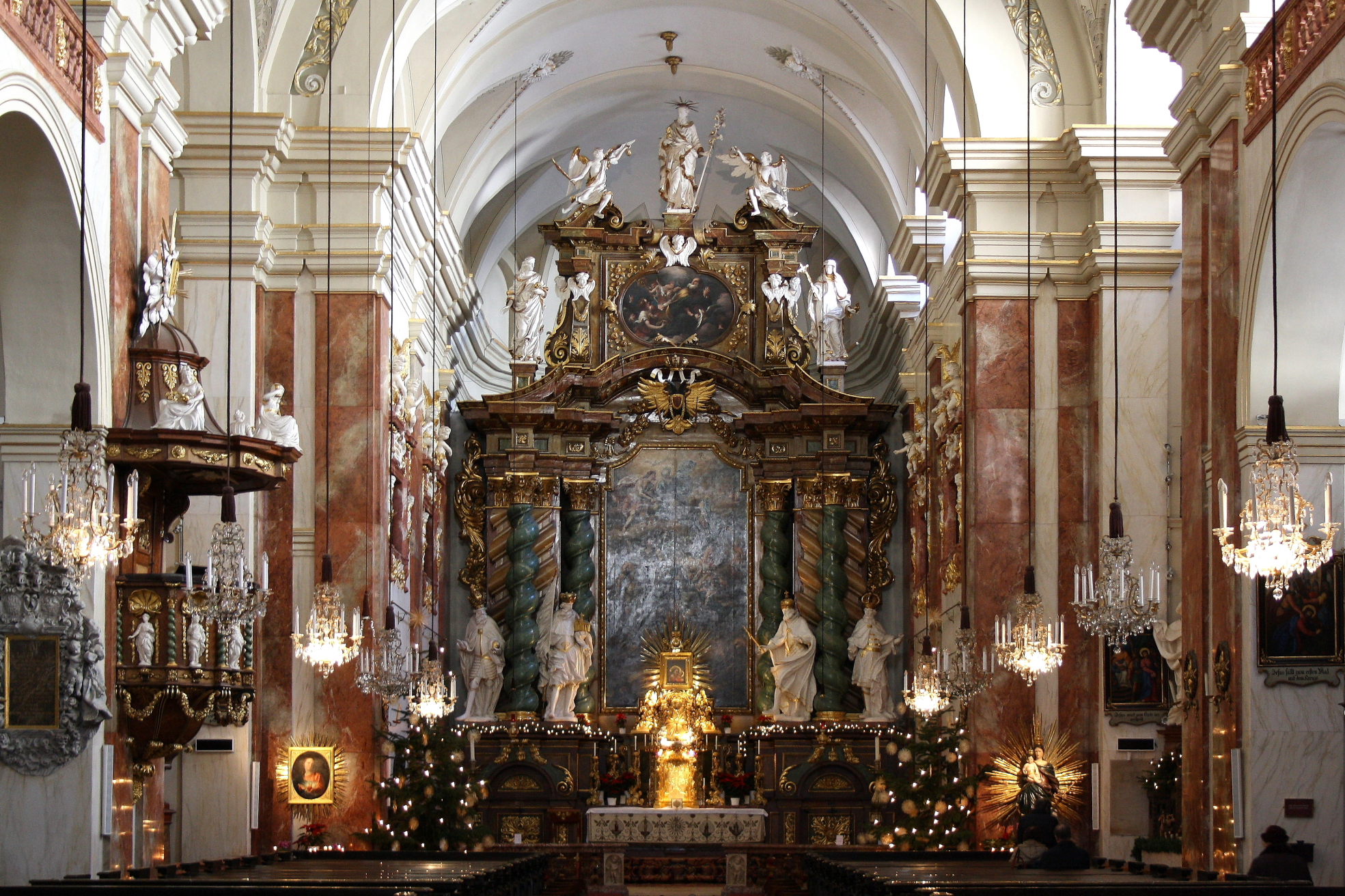
Interieur
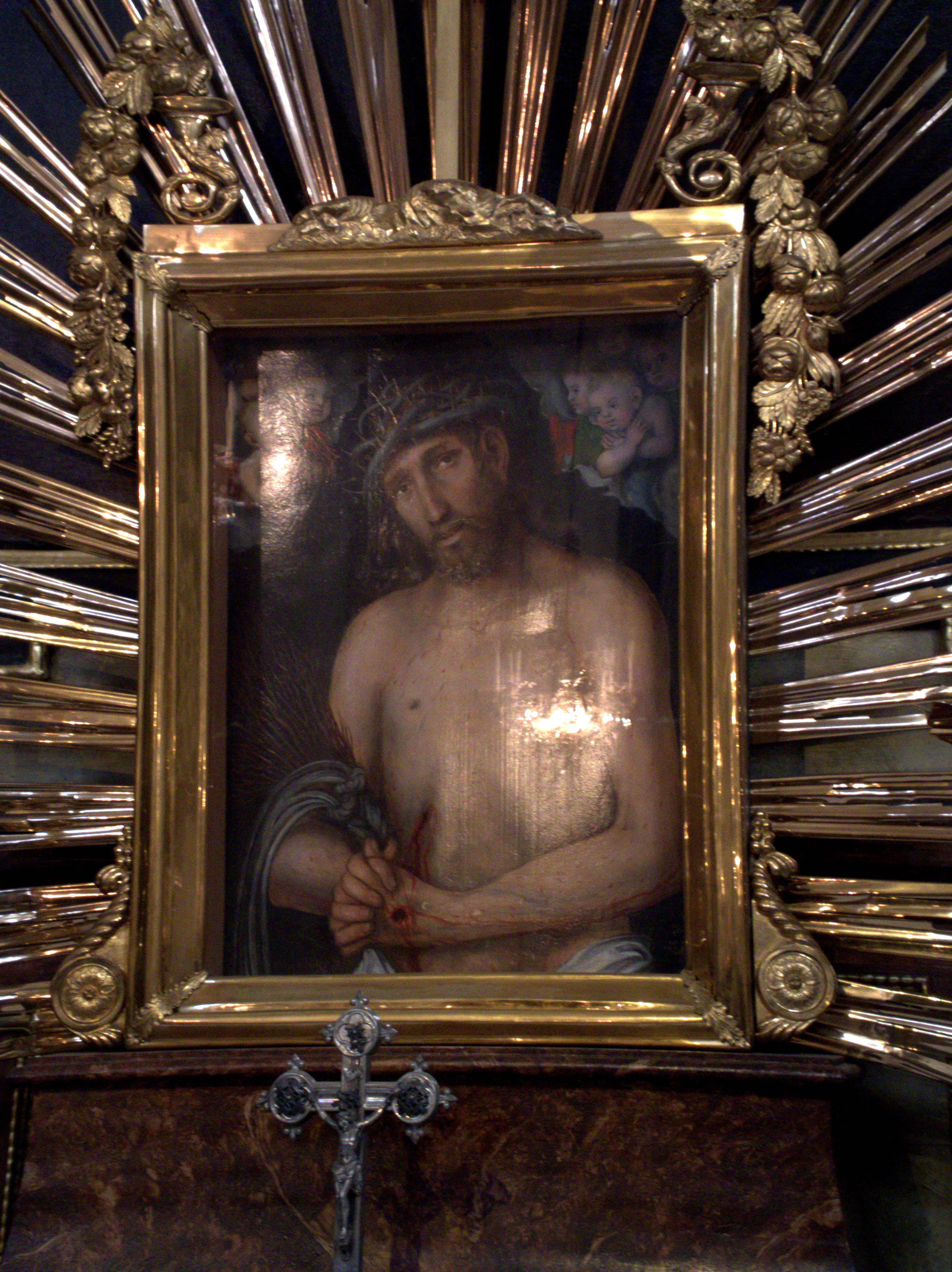
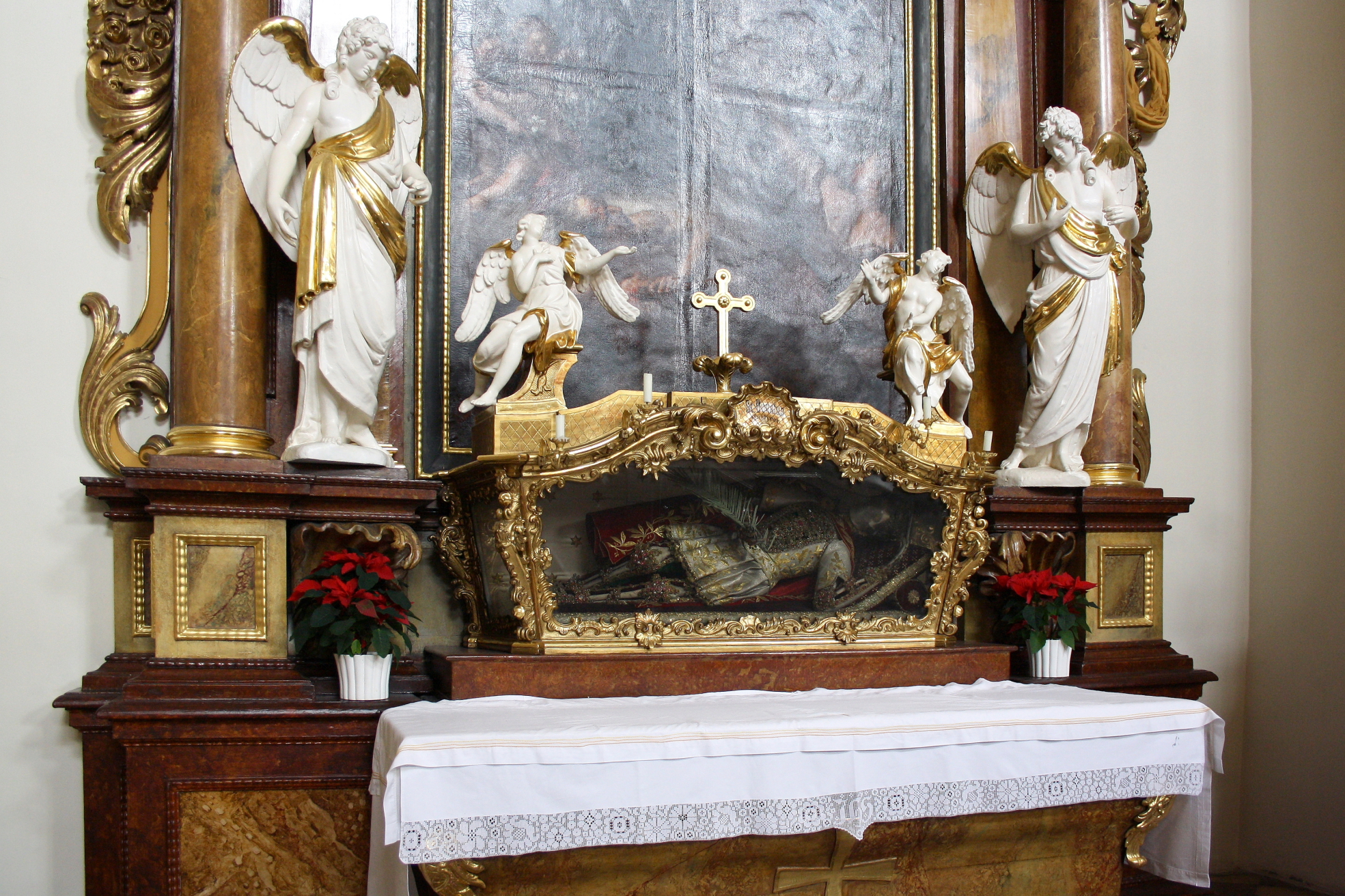
Schrijn
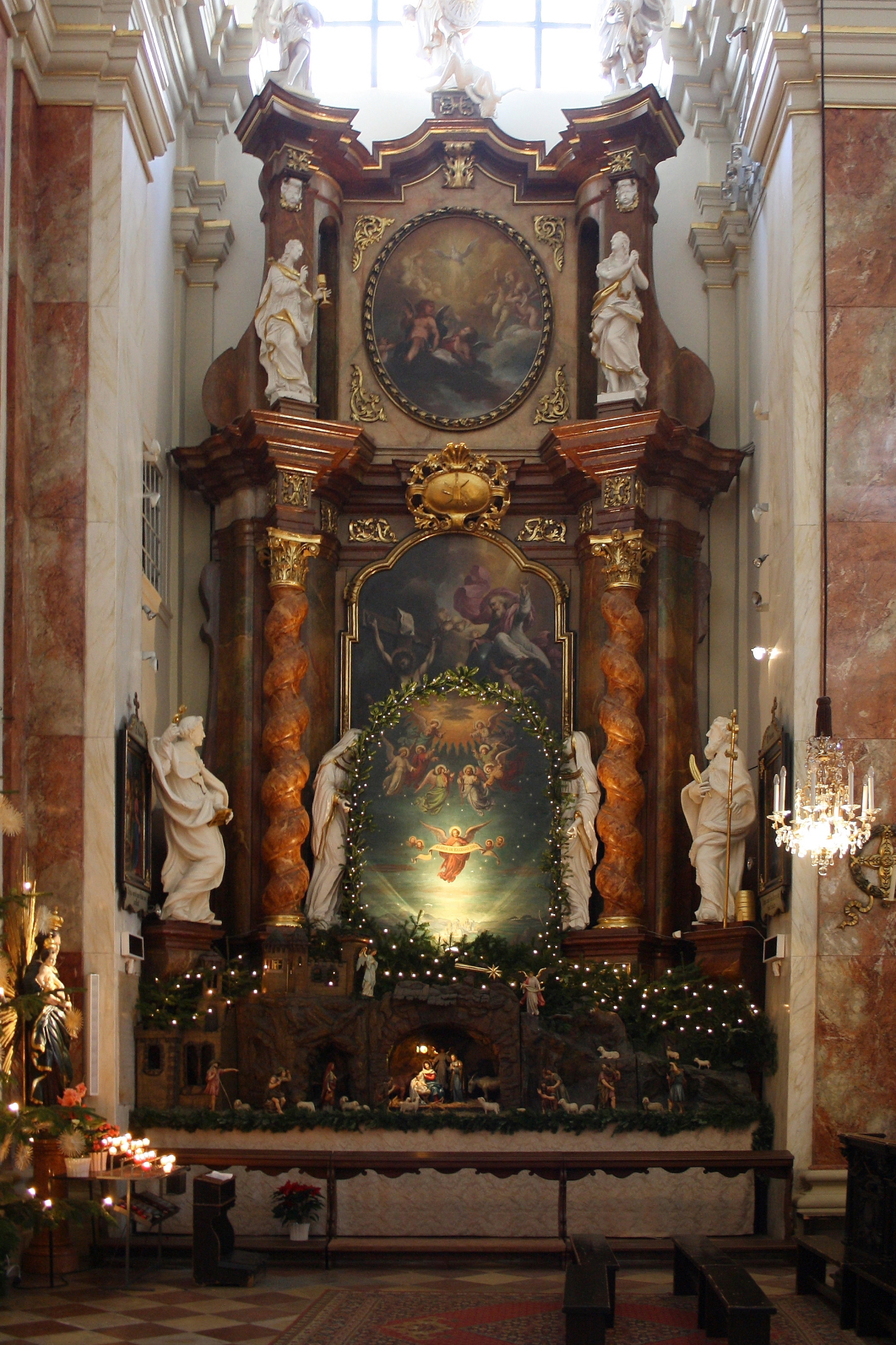
Zijaltaar